# Кільця Рашига

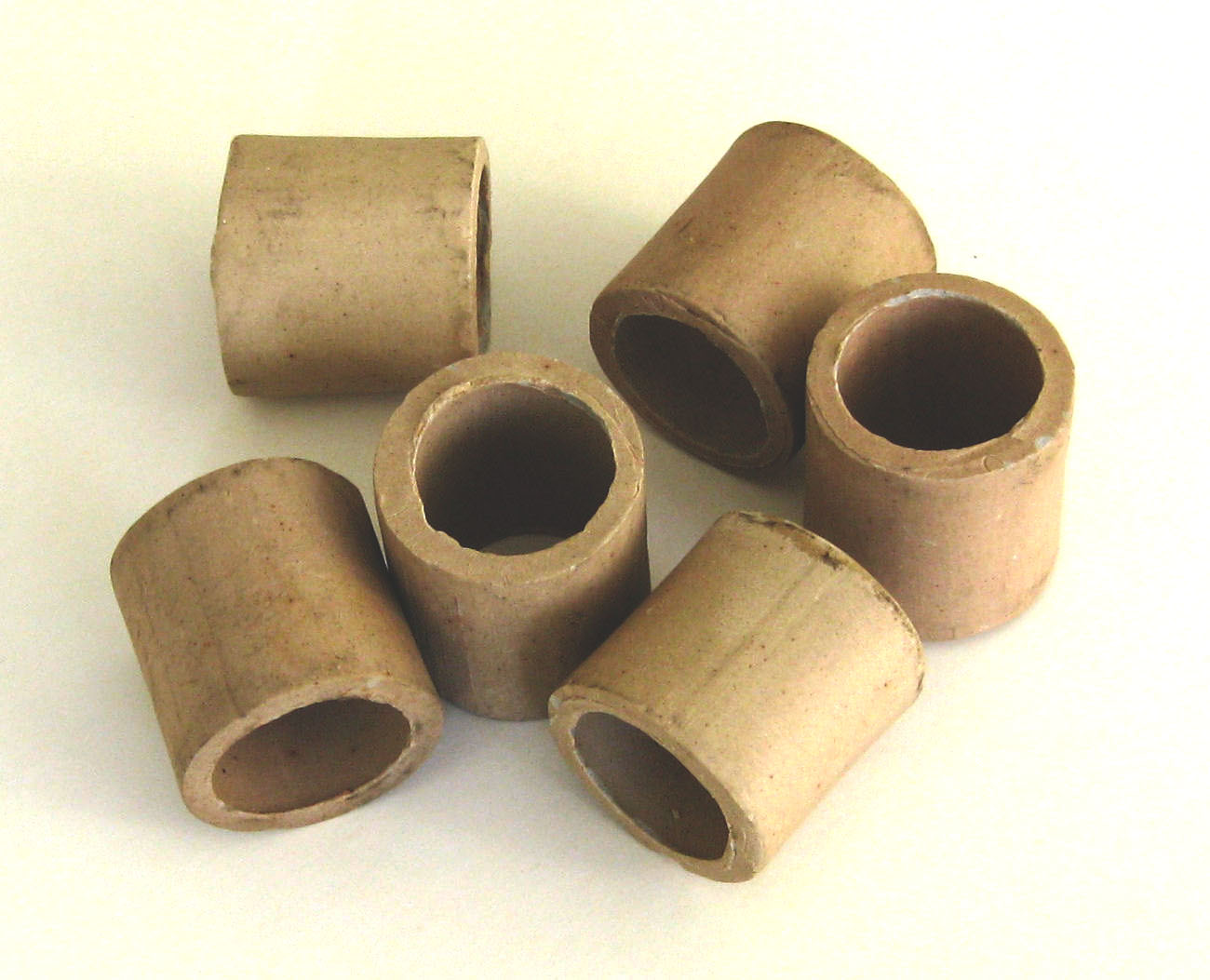
Кільця Рашига в один дюйм (25 мм) (керамічні)

Кільця Рашига —  шматки труби (приблизно рівні за довжиною і діаметром), використовувані у великих кількостях, як ущільнювальний шар в колонках для дистиляції та інших інженерних хімічних процесах. Вони, як правило, керамічні або металеві і забезпечують велику площу поверхні в межах робочих об’ємів апаратів і насадних колон для взаємодії між рідиною і газом або парою. Вони також використовуються у реакційних рідинних середовищах для покращення теплообміну, можуть використовуватись: при виділенні газів з рідинного середовища; для очищення газу в очисниках транспортних газогенераторних установок, сітчастих газових фільтрах на підприємствах, в масляних промислових фільтрах для тонкої очистки повітря від пилу при початковій запиленості не більше 20 мг/м3, для очиски технологічних газів, є незамінними в процесах нафтопереробки при розділенні продукту на фракції; в процесах очищення від складових шляхом поглинання рідиною, для глубокого видалення з води вуглекислого газу і сірководню. 
Кільця Рашига були названі на честь їх винахідника, німецького хіміка Фрідріха Рашига. Використання їх дозволило Рашигу, при виконанні дистиляції, набагато збільшити ефективність, ніж його конкурентам з використанням фракційної конденсаційної колони з лотків.
У ректифікаційній колоні, рефлюкс або конденсована пара біжить вниз по колоні, і охоплює поверхню кілець, в той час як пара з кип'ятильника йде вгору по колоні. Пари і рідини переходять одне в одного в протитоку в невеликому просторі і прагнуть до рівноваги. Таким чином, менш леткі речовини, як правило, йдуть вниз, а вгору — більш леткі речовини. 
Кільця Рашига також використовуються для пристроїв, в яких газ і рідина направляються в контакт з метою поглинання газу; як опора для біоплівки в біологічних реакторах. 
Кільця Рашига з боросилікатного скла іноді використовуються в роботі з ядерними матеріалами, де вони використовуються всередині резервуарів та цистерн, що містять розчини, що розщеплюються, наприклад, розчини збагаченого уранілнітрата, які виступаючи як поглиначі нейтронів запобігають потенційним аваріям критичності.